# Emerencja
Emerencja, Emerencjana, Emerencjanna – imię żeńskie pochodzenia łacińskiego, o znaczeniu „ta, która się dobrze zasłużyła”. Chrześcijańską patronką tego imienia jest św. Emerencjana, rzymska męczennica.
Emerencja imieniny obchodzi 23 stycznia.